# Monnerville
Monnerville là một xã ở tỉnh Essonne thuộc vùng Île-de-France miền bắc nước Pháp.
Theo điều tra dân số năm 1999, dân số xã này là 351 người. Ước tính dân số năm 2007 là 395.
Danh xưng cư dân địa phương Monnerville trong tiếng Pháp là Monnervillois.